# Đạt Châu
Đạt Châu (达州市) là một địa cấp thị thuộc tỉnh Tứ Xuyên, Cộng hòa Nhân dân Trung Hoa. Địa cấp thị này thành lập năm 1999 từ việc đổi tên địa khu Đạt Nguyên. Đạt Châu có diện tích 16.600 km². Dân số năm 2007 là 6.620.755 người (hộ khẩu), nhưng thường trú chỉ có 5.693.200 người.

## Các đơn vị hành chính
Địa cấp thị Đạt Châu quản lý các đơn vị cấp huyện sau:
- Quận Thông Xuyên 通川区
- Quận Đạt Xuyên 达川区
- Thành phố cấp huyện Vạn Nguyên 万源市
- Huyện Tuyên Hán 宣汉县
- Huyện Khai Giang 开江县
- Huyện Đại Trúc 大竹县
- Huyện Cừ 渠县